# 공명실
공명실(共鳴室, resonance chamber)은 악기나 곤충의 내부 구조, 전투기 같이 음향적 설계의 대상이 되는 것 따위에서 공명이 일어나는 공간이다.
공명실은 공명을 사용하여 음원(예: 악기의 진동하는 현)에서 공기로 에너지 전달을 향상시킨다. 챔버에는 음파를 반사하는 내부 표면이 있다. 파동이 챔버에 들어가면 낮은 손실로 챔버 내에서 앞뒤로 튕겨 나온다. 더 많은 파동 에너지가 챔버에 들어올수록 정재파와 결합하고 강화되어 강도가 증가한다.

## 같이 보기
- 공명
- 도파관